# Christian Eric Fahlcrantz
Christian Eric Fahlcrantz, född 30 augusti 1790 i Stora Tuna socken i Kopparbergs län, död 6 augusti 1866 i Västerås, var en svensk teolog, biskop och författare. 

## Biografi
Fahlcrantz blev student vid Uppsala universitet 1804, magister 1815 och docent i arabiska litteraturen 1821. Efter att ha prästvigts 1828 utsågs han den 18 september 1829 till kyrkoherde i Hagby (och Ramsta) prebendepastorat och samtidigt till professor (theologiae professor kalsenianus). Påföljande år blev han teologie doktor och kontraktsprost i Hagunda.
År 1835 utnämndes Fahlcrantz till professor i dogmatik och moral och erhöll då kyrkoherdetjänsten i Danmarks prebendepastorat 1835. Han kom 1839 på andra förslagsrummet till Västerås stift, men utsågs inte. 1841 blev han ledamot av Bibelkommissionen. Han blev dock biskop i Västerås stift 23 november 1849 och lämnade då professuren i Uppsala. Han blev ledamot av Svenska Akademien 1842. Som biskop var han självskriven ledamot i prästeståndet vid ståndsriksdagarna 1850/51, 1853/54, 1856/58, 1859/60, 1862/63 och 1865/66.
Fahlcrantz var kurator vid Västmanlands-Dala nation 1814–1815 och blev senare först hedersledamot och senare inspektor där.

### Släkt och familj
Släkten Fahlcrantz äldste kände stamfader är Daniel Andersson, som var klockare i Munktorp. Eric Fahlcrantz far var kyrkoherde i Kungsåra socken i Västmanland Johan Fahlcrantz. Modern Gustafva De Brenner var sondotter till Elias Brenner. Han var  yngre bror till landskapsmålaren Carl Johan Fahlcrantz (1774–1861) och till skulptören och ornamentbildhuggaren Axel Magnus Fahlcrantz (1780–1854).
Christian Eric Fahlcrantz gifte sig den 30 november 1847 i Stockholm i Jakobs församling med Aurora Wilhelmina (Mina) Valerius (1819–1916), dotter till akademiledamoten Johan David Valerius och Christina Aurora Ingell. Hans äldste son, Carl Johan Fahlcrantz, grundlade 1877 bokförlaget Fahlcrantz & Co., som 1925 övertogs av sonen med samma namn, Carl Johan Fahlcrantz (1892–1964), som var skådespelare. Den yngre sonen Axel Fahlcrantz var konstnär, liksom farbröderna, Carl Johan Fahlcrantz och Axel Magnus Fahlcrantz. Christian Eric Fahlcrantz avled i Västerås 1866 och hans hustru, som avled 1916, överlevde honom med nära femtio år.
Paret fick fyra söner.
- Carl Johan Fahlcrantz (1849–1915), bokförläggare, fil.dr
- Axel Fahlcrantz (Axel Erik Valerius Fahlcrantz) (1851–1925), landskapsmålare
- Christian David Ansgarius Fahlcrantz (1853–1927), läroverksadjunkt i Borås – ogift – som fått några vänliga minnesord av Adam Lewenhaupt (1937)
- Martin Wilhelm Fahlcrantz (1859–1936), landssekreterare i Nyköping; vice häradshövding[4]

### Samlade skrifter
- Chr. Er. Fahlcrantz' Samlade skrifter. Örebro. 1863–1866. Libris 1850544. https://runeberg.org/fcesamlade/
  -  Band 1, Ansgarius : bilder ur nord-apostelns lif. 1863. Libris 1850545. https://runeberg.org/fcesamlade/1/
  -  Band 2, Noachs ark i två våningar. 1864. Libris 1850546. https://runeberg.org/fcesamlade/2/
  -  Band 3, Strödda dikter. 1864. Libris 1850547. https://runeberg.org/fcesamlade/3/
  -  Band 4, Reseminnen : (från åren 1835 och 1836). 1865. Libris 1850548. https://runeberg.org/fcesamlade/4/
  -  Band 5, Tal och föredrag vid offentliga tillfällen. 1865. Libris 1850549. https://runeberg.org/fcesamlade/5/
  -  Band 6, Afhandlingar i vetenskapliga, kyrkliga och vittra ämnen. 1865. Libris 1850550. https://runeberg.org/fcesamlade/6/
  -  Band 7, Vitterlek. 1866. Libris 1850551. https://runeberg.org/fcesamlade/7/

### Översättningar
- Augusti, Johann Christian Wilhelm (1821). De christna dogmernas historia af d. Joh. Chr. Wilh. Augusti / efter andra uplagan öfversatt af C.E. Fahlcrantz. (=Theologiskt bibliothek,= ; H. 1. Falun. Libris 2413864
- Lessing, Gotthold Ephraim (1821). Emilia Galotti : ett sorgespel i fem akter. Falun. Libris 2389694
- Schiller, Friedrich von (1821). Fiesko eller Konspirationen i Genua : ett republikanskt sorgespel. Falun. Libris 2389873
- Dräseke, Johann Heinrich Bernhard (1822). Tron, hoppet och kärleken : en handbok för unga Jesu vänner, isynnerhet för dem, som beredas till sin första nattvardsgång / öfversatt efter fjerde, mycket förbättrade, upplagan. Falun. Libris 2420176
- Lessing, Gotthold Ephraim (1822). Miss Sara Sampson : sorgespel i fem acter. Falun. Libris 2389702
- Specimina versionis Corani : quorum fasciculum primum venia ampl. facult. philos. Upsal. p. p. mag. Christ. Er. Fahlcrantz ... et Guilielmus Fahlcrantz Vestm. Dalecarli. Upsaliæ. 1824. Libris 2749263 –  Med svensk och arabisk parallelltext.
- Sibbern, Frederik Christian (1827). Menniskans andeliga natur, eller Utkast till en psychologi, för gymnasierna, i sammandrag efter Fr. Chr. Sibbern... Stockholm. Libris 2405490

### Redaktörskap
- Svenska litteratur-föreningens tidning. Upsala. 1833–1838. Libris 1695065 – Tillsammans med P. v. Afzelius, P. D. A. Atterbom m. fl.
- Ecclesiastik tidskrift.. Upsala: Leffler och Sebell. 1839–1842. Libris 2269089 – Tillsammans med A. E. Knös o. C. J. Almquist.)